# Rachida Krim
Pour les articles homonymes, voir Krim.
Rachida Krim est une plasticienne et réalisatrice française née à Alès le 17 février 1955.

## Biographie
Née en 1955 dans une famille d'origine algérienne (Son père Mohammed et sa mère Fatima sont engagés au sein du Front de libération nationale dans le Gard), elle suit une formation artistique à l'École des beaux-arts de Montpellier. 
Elle enseigne ensuite la peinture et le dessin avant de réaliser des courts métrages, dont le premier, El Fatha, sorti en 1992, est l'histoire d'un mariage forcé. En 1997, paraît son long métrage Sous les pieds des femmes, une fiction autour du personnage d'une ancienne combattante de la guerre d'Algérie, interprétée par Claudia Cardinale, évoquant les ses illusions sur l'évolution du statut des femmes,.
Elle travaille ensuite pour la télévision avec notamment Houria en 2002, une série d'épisodes sur le sida, Permis d'aimer en 2005 sur la vie d'une femme, entre sa famille, ses principes et ses désirs,, ou encore Pas si simple en 2018 sur la vie en couple, entre un désir d'émancipation de la femme, et les désirs de ses parents,.

## Filmographie

### Cinéma
- 1992 : El Fatha (court métrage)
- 1997 : Sous les pieds des femmes
- 1998 : La Femme dévoilée (court métrage - coréalisateur : Hamid Tassili)

### Télévision
- 2002 : Houria (série de 6 épisodes)
- 2005 : Permis d'aimer
- 2008 : Pas si simple